# Нижній Шудзялуд
Нижній Шудзялу́д (рос. Нижний Шудзялуд) — присілок в Дебьоському районі Удмуртії, Росія.

## Населення
Населення — 111 осіб (2010; 148 в 2002).
Національний склад станом на 2002 рік:
- удмурти — 96 %

## Урбаноніми[3]
- вулиці — Леніна, Миру